# Seattle Sounders Football Club
O Seattle Sounders Football Club é um clube de futebol profissional americano sediado em Seattle, Washington. Os Sounders competem na Major League Soccer (MLS) como membros da Conferência Oeste. O clube foi fundado a 13 de novembro de 2007 e começou a jogar em 2009 como uma equipa de expansão da MLS. Os Sounders são um clube fénix, substituindo a franquia da segunda divisão que jogou na American Professional Soccer League (APSL), A-League e USL First Division (USL-1) entre 1994 a 2008, e tendo o mesmo nome que a franquia original do Seattle Sounders que competiram na North American Soccer League (NASL) entre 1974 a 1983.
O proprietário maioritário do clube é Adrian Hanauer, e os seus proprietários minoritários são Paul Allen, Drew Carey e 14 famílias da área de Seattle. O antigo treinador e treinador adjunto dos Sounders que competiram na USL-1, Brian Schmetzer, assumiu o cargo de treinador principal em julho de 2016, após a saída de Sigi Schmid. Os Sounders jogam os seus jogos em casa no Lumen Field, com uma capacidade reduzida de 37.722 lugares para a maioria dos jogos. Juntamente com vários grupos organizados, uma banda de 53 elementos chamada "Sound Wave" apoia o clube em cada jogo em casa. Seattle tem rivalidades de longa data com outros clubes do Noroeste do Pacífico, como os Portland Timbers e os Vancouver Whitecaps, com quem compete pela Cascadia Cup.
Os Sounders disputaram o seu jogo inaugural a 19 de março de 2009, vencendo por 3-0 os New York Red Bulls. Os Sounders estão entre as equipas de maior sucesso da liga, vencendo a US Open Cup por quatro vezes, a Supporters’ Shield em 2014 e a MLS Cup em 2016 e 2019. Desde o início da MLS até 2022, a equipa qualificou-se para os playoffs da MLS Cup - anteriormente o recorde mais longo da história da liga - e competiu na Liga dos Campeões da CONCACAF por sete vezes, tornando-se a primeira equipa da MLS a vencer a versão moderna da competição em 2022. Os Sounders foram também a primeira equipa da MLS a participar da Copa do Mundo de Clubes da FIFA, torneio esse que aconteceu no mesmo ano.
A equipa estabeleceu um novo recorde na MLS de média de assistência em cada uma das primeiras cinco temporadas. Os Sounders são considerados como uma das franquias mais valiosas da América do Norte. Os seus antigos jogadores incluem o internacional norte-americano Clint Dempsey, o capitão de longa data Osvaldo Alonso e o líder de assistências de todos os tempos, Nicolás Lodeiro. O melhor marcador da equipa é Raúl Ruidíaz, que se juntou aos Sounders em 2018 e ultrapassou o recorde de Fredy Montero em 2024. Os Sounders também operam uma academia de jogadores e o Tacoma Defiance, da divisão inferior, que produziu jogadores locais, incluindo o avançado Jordan Morris e o defesa DeAndre Yedlin.

## História

### Seattle Sounders (1974–83)
A primeira equipe com o nome Seattle Sounders disputou a North American Soccer League entre 1974 e 1983, sendo finalista duas vezes do Soccer Bowl.
O nome foi escolhido através de um concurso realizado em janeiro de 1974, com uma lista de seis finalistas: Cascades, Evergreens, Mariners, Schooners, Sockeyes e Sounders.  "Sounders" foi anunciado como o vencedor do concurso em 21 de janeiro, tendo sido escolhido em 32% dos 3.735 votos expressos pelo público. 

### Entrada na Major League Soccer
A franquia pagou uma taxa de expansão à MLS no valor de 30 milhões de dólares. Como diretor de futebol foi escolhido um ex-jogador da MLS, Chris Henderson. Em 28 de outubro de 2008, o Seattle Sounders anunciou oficialmente a contratação do craque sueco Fredrik Ljungberg.
Em seu primeiro ano, chegou à final da US Open Cup e conquistou seu primeiro título vencendo o campeão do ano anterior, o D.C. United. Em 2010, tornou-se bicampeão da competição ao derrotar o Columbus Crew por 2 a 1 com dois gols de Sanna Nyasi, herói da partida. Em 2011, tornou-se a primeira equipe da MLS a conquistar a US Open Cup por três anos seguidos ao derrotar o Chicago Fire na final por 2 a 0, com gols de Fredy Montero e Osvaldo Alonso. Nesse mesmo ano, o Seattle Sounders foi vice-campeão da MLS Supporters' Shield e da MLS Reserve Division. Já na temporada 2011–12 da Liga dos Campeões da CONCACAF, o clube chegou até as quartas de final.
Em março de 2013, o clube contratou o atacante nigeriano Obafemi Martins por cerca de US$ 4 milhões ao Levante. Meses depois, no dia 3 de agosto, o Seattle anunciou a contratação do meio-campista Clint Dempsey, pagando cerca de 9 milhões de dólares ao Tottenham. O jogador assinou contrato como jogador designado, tornando-se um dos jogadores mais bem pagos da liga, recebendo cerca de 5 milhões de dólares por ano. No primeiro jogo de Dempsey no CenturyLink Field ao serviço do clube, os torcedores esgotaram a lotação do estádio, estando presentes 67 385 espectadores. Nesse jogo os Sounders acabaram por vencer o Portland Timbers por 1 a 0.
Em 16 de setembro de 2014, o Seattle Souders venceu a US Open Cup pela quarta vez e, tornou-se, ao lado do Chicago Fire, a equipe da MLS que mais vezes venceu essa competição. Na final, bateu o Philadelphia Union.
Em 25 de outubro de 2014, venceu pela primeira vez a MLS Supporters' Shield, derrotando o Los Angeles Galaxy. Depois de terem empatado o primeiro jogo (dia 19 de outubro) em 2x2, venceram em casa por 2x0 vencendo a fase regular, ficando os Galaxy em segundo. No entanto, não conseguiram ser campeões, perdendo na Final da Conferência Oeste (Playoffs) precisamente contra o Los Angeles Galaxy, que viriam a sagrar-se campeões.

## Estádio
O Seattle Sounders joga suas partidas como mandante no Lumen Field, estádio da equipe de futebol americano Seattle Seahawks. Depois de um acordo firmado com a equipe, clube possui um leasing da arena por 30 anos.
Além do Sounders, o Atlanta United e a nova equipe de Charlotte também dividem estádios com equipes da NFL.
Durante as partidas, é utilizado grama sintética. Durante as partidas de futebol, o estádio tem capacidade de 37.722 pessoas, podendo atingir 69.000 em partidas especiais.

## Cultura do clube

### Rivalidades
O maior rival do Seattle Sounders é historicamente o Portland Timbers. Essa rivalidade, que vem desde a década de 70, quando as duas equipes disputavam a North American Soccer League, é o clássico da Major League Soccer com mais história.
O segundo maior rival da equipe é o Vancouver Whitecaps, e assim como Portland Timbers, a rivalidade é anterior à MLS, pois disputou a North American Soccer League e a USSF Division 2 Professional League junto com o Seattle. As três equipes disputam a Cascadia Cup, um clássico em formato de copa. O nome é uma referência a Cascádia.
O clube ainda disputa o clássico San José Earthquakes, denominada Heritage Cup. Assim como as rivalidades com o Portland Timbers e o Vancouver Whitecaps, a rivalidade entre as equipes é anterior a Major League Soccer, considerando que o Earthquakes também disputou a NASL.
Apesar que não ser uma copa de rivalidade oficial entre eles, o Los Angeles Galaxy também possui certa rivalidade com o Seattle Sounders, pois as equipes se enfrentaram diversas vezes nos playoffs.

### Patrocínio
Entre 2009 e 2018, o clube foi patrocinado pelo Xbox, da Microsoft. O acordo foi assinado em 28 de maio de 2008 e rendeu ao cube 20 milhões de dólares nos primeiros cinco anos.
Em janeiro de 2019 foi anunciado que o clube seria patrocinado pela empresa Zulily.

### Valor da franquia
Em 2013, num estudo divulgado pela Forbes, o Seattle Sounders foi considerado o clube mais valioso da MLS, com um valor estimado em $175 milhões. É também o clube com mais receitas (estimadas em $48 milhões). O crescimento desta franquia é evidente, pois para entrar na MLS pagou apenas $30 milhões por uma taxa de expansão.

### Equipes derivadas
O Seattle Sounders possui uma equipe reserva que disputa a USL Championship, que é o Tacoma Defiance. Entre 2012 e 2019 o clube foi dono do Seattle Reign FC, que disputa a National Women's Soccer League e que atualmente é de propriedade do Olympique Lyonnais.

## Títulos
| CONTINENTAIS   | CONTINENTAIS                  | CONTINENTAIS | CONTINENTAIS            |
|                | Competição                    | Títulos      | Temporadas              |
| -------------- | ----------------------------- | ------------ | ----------------------- |
|                | Liga dos Campeões da CONCACAF | 1            | 2022                    |
| NACIONAIS      |                               |              |                         |
|                | Competição                    | Títulos      | Temporadas              |
|                | MLS Cup                       | 2            | 2016 e 2019             |
|                | Supporters' Shield            | 1            | 2014                    |
|                | U.S. Open Cup                 | 4            | 2009, 2010, 2011 e 2014 |
| REGIONAIS      |                               |              |                         |
|                | Competição                    | Títulos      | Temporadas              |
| Estados Unidos | Conferência Oeste             | 4            | 2016, 2017, 2019 e 2020 |

### Outros títulos
- Heritage Cup (3): 2010, 2011, 2013
- Seattle Community Shield (2): 2011, 2012
- Cascadia Cup (2): 2011, 2015

## Uniformes

### 1º Uniforme
| 2009–2010 | 2011–2012 | 2013–2014 | 2015 | 2016–2017 | 2018–2019 | 2020–2021 | 2022–2023 |

### 2º Uniforme
| 2009–2010 | 2011–2012 | 2013 | 2014 | 2015–2016 | 2017–2018 | 2019–2020 | 2021–2022 |

### 3º Uniforme
| 2010–2011 | 2011–2012 | 2014–2015 | 2016–2017 |

### Uniforme Alternativo
| 2016–2017 | 2018–2019 |